# رينان دي أوليفيرا
رينان دي أوليفيرا هو لاعب كرة قدم برازيلي في مركز الهجوم، ولد في 8 مايو 1997 في ساو باولو في البرازيل. لعب مع نادي ساو بيرناردو.

## وصلات خارجية
- رينان دي أوليفيرا على موقع إي إس بي إن إف سي (الإنجليزية)
- رينان دي أوليفيرا على موقع قاعدة بيانات كرة القدم.إي يو (الإنجليزية)
- رينان دي أوليفيرا على موقع بيانات كرة القدم. دي إي (الألمانية)
- رينان دي أوليفيرا على موقع Soccerbase.com (لاعب) (الإنجليزية)
- رينان دي أوليفيرا على موقع Soccerway.com (الإنجليزية)
- رينان دي أوليفيرا على موقع عالم كرة القدم.نت (الإنجليزية)